# مانو ريوس
مانو ريوس (بالإسبانية: Manu Rios Fernandez)‏ هو مغني إسباني، ولد في 17 ديسمبر 1998 في إسبانيا.